# Транспорт Сінгапуру
Транспорт Сінгапуру представлений автомобільним , залізничним , повітряним , водним (морським)  і трубопровідним , у населених пунктах  та у міжміському сполученні діє громадський транспорт пасажирських перевезень. Площа країни дорівнює 697 км² (192-ге місце у світі). Форма території країни — компактна; максимальна дистанція з півночі на південь — 23 км, зі сходу на захід — 42 км. Географічне положення Сінгапуру дозволяє країні контролювати морські транспортні шляхи зі Східної Азії до Південної.

## Автомобільний
Загальна довжина автошляхів у Сінгапурі, станом на 2015 рік, дорівнює 3 425 км, з яких 3 425 км із твердим покриттям (161 км швидкісних автомагістралей) (164-те місце у світі).

## Повітряний
У країні, станом на 2013 рік, діє 9 аеропортів (158-ме місце у світі), з них 9 із твердим покриттям злітно-посадкових смуг і Аеропорти країни за довжиною злітно-посадкових смуг розподіляються так (у дужках окремо кількість без твердого покриття):
- довші за 10 тис. футів (>3047 м) — 2 (0);
- від 10 тис. до 8 тис. футів (3047-2438 м) — 2 (0);
- від 8 тис. до 5 тис. футів (2437—1524 м) — 3 (0);
- від 5 тис. до 3 тис. футів (1523—914 м) — 1 (0);
- коротші за 3 тис. футів (<914 м) — 1 (0)[1].

У країні, станом на 2015 рік, зареєстровано 5 авіапідприємств, які оперують 197 повітряними суднами. За 2015 рік загальний пасажирообіг на внутрішніх і міжнародних рейсах становив 33,29 млн осіб. За 2015 рік повітряним транспортом було перевезено 6,15 млрд тонно-кілометрів вантажів (без врахування багажу пасажирів).
Сінгапур є членом Міжнародної організації цивільної авіації (ICAO). Згідно зі статтею 20 Чиказької конвенції про міжнародну цивільну авіацію 1944 року, Міжнародна організація цивільної авіації для повітряних суден країни, станом на 2016 рік, закріпила реєстраційний префікс — 9V, заснований на радіопозивних, виділених Міжнародним союзом електрозв'язку (ITU). Аеропорти Сінгапуру мають літерний код ІКАО, що починається з — GF.

## Водний
Головний морський порт країни — порт Сінгапура, один з найбільш завантажених морських портів світу, він розташований на шляху вантажопотоків через Малакську протоку. Річний вантажообіг контейнерних терміналів — 31,65 млн контейнерів (TEU). У порту діє СПГ-термінал для імпорту скрапленого природного газу.
Морський торговий флот країни, станом на 2010 рік, складався з 1599 морських суден з тоннажем понад 1 тис. реєстрових тонн (GRT) кожне (6-те місце у світі), з яких: балкерів — 247, суховантажів — 109, інших вантажних суден — 6, танкерів для хімічної продукції — 256, контейнеровозів — 339, газовозів — 131, нафтових танкерів — 436, рефрижераторів — 13, ролкерів — 5, автовозів — 57.
Станом на 2010 рік, кількість морських торгових суден, що ходять під прапором країни, але є власністю інших держав — 966 (Австралії — 12, Бангладеш — 1, Бельгії — 1, Бермудських Островів — 25, Бразилії — 9, Чилі — 6, Китайської Народної Республіки — 29, Кіпру — 6, Данії — 149, Франції — 3, Німеччини — 32, Греції — 22, Гонконгу — 46, Індії — 21, Індонезії — 60, Італії — 5, Японії — 164, Малайзії — 27, Нідерландів — 1, Норвегії — 153, Російської Федерації — 2, Південно-Африканської Республіки — 13, Південної Кореї — 3, Швеції — 11, Швейцарії — 3, Тайваню — 77, Таїланду — 33, Об'єднаних Арабських Еміратів — 10, Великої Британії — 6, Сполучених Штатів Америки — 36); зареєстровані під прапорами інших країн — 344 (Австралії — 2, Багамських Островів — 7, Бангладеш — 7, Белізу — 4, Камбоджі — 3, Кіпру — 1, Франції — 3, Гондурасу — 11, Гонконгу — 13, Індонезії — 46, Італії — 1, Кірибаті — 9, Ліберії — 22, Малайзії — 13, Мальдівів — 4, Мальти — 4, Маршаллових Островів — 30, Монголії — 3, Північної Кореї — 1, Панами — 92, Філіппінам — 1, Сент-Кіттсу і Невісу — 10, Сент-Вінсенту і Гренадин — 5, Сьєрра-Леоне — 9, Таїланду — 1, Тувалу — 19, Сполучених Штатів Америки — 16, Вануату — 2, невстановленої приналежності — 5).

## Трубопровідний
Загальна довжина газогонів у Сінгапурі, станом на 2013 рік, становила 122 км; продуктогонів — 8 км.

## Державне управління
Держава здійснює управління транспортною інфраструктурою країни через міністерство транспорту. Станом на 28 жовтня 2015 року міністерство в уряді Лі Сянь Лунга очолював Хо Бун Ван.

### Українською
- Атлас. 10-11 клас. Економічна і соціальна географія світу / упорядники :  О. Я. Скуратович, Н. І. Чанцева. — К. : ДНВП «Картографія», 2010. — ISBN 978-966-475-639-3.
- Атлас світу / голов. ред. І. С. Руденко ; зав. ред. В. В. Радченко ; відп. ред. О. В. Вакуленко. — К. : ДНВП «Картографія», 2005. — 336 с. — ISBN 9666315467.
- Безуглий В. В. Економічна і соціальна географія зарубіжних країн : Навчальний посібник. — К. : ВЦ «Академія», 2007. — 704 с. — ISBN 978-966-580-239-6.
- Безуглий В. В., Козинець С. В. Регіональна економічна і соціальна географія світу : Навчальний посібник. — видання 2-ге, доп., перероб. — К. : ВЦ «Академія», 2007. — 688 с. — ISBN 966-580-144-9.
- Головченко В., Кравчук О. Країнознавство: Азія, Африка, Латинська Америка, Австралія і Океанія. — К., 2006. — 335 с. — ISBN 966-8939-04-2.
- Дахно І. І. Країни світу: Енциклопедичний довідник / І. І. Дахно, С. М. Тимофієв. — К. : Мапа, 2011. — 606 с. — (Бібліотека нового українця) — ISBN 978-966-8804-23-6.
- Дахно І. І. Економічна географія зарубіжних країн : навчальний посібник. — К. : Центр учбової літератури, 2014. — 319 с. — ISBN 978-611-01-0682-5.
- Дорошенко В. І. Географія транспорту : Навчальний посібник / В. І. Дорошенко, К. Д. Діденко. — К. : Київський нац. ун-т ім. Т. Шевченка, 2010. — 183 с. — ISBN 978-966-439-329-1.
- Дубович І. А. Країнознавчий словник-довідник. — 5-те вид., перероб. і доп. — К. : Знання, 2008. — 839 с. — ISBN 978-966-346-330-8.
- Економічна і соціальна географія країн світу : Навчальний посібник / За ред. С. П. Кузика. — Л. : Світ, 2002. — 672 с. — ISBN 966-603-178-7.
- Зарубіжна транспортна географія : навчальний посібник / уклад. : Петрашевський О. Л. и др. — К. : Національний транспортний університет, 2015. — 95 с. — ISBN 978-966-632-227-5.
- Ігнатьєв П. М. Країнознавство: Країни Азії. — Ч. : Книги-ХХІ, 2004. — 383 с. — ISBN 966-8029-53-4.
- Книш М. М., Мамчур О. І. Регіональна економічна і соціальна географія світу (Латинська Америка та Карибські країни, Африка, Азія, Океанія) : навч. посіб. — Л. : ЛНУ ім. Івана Франка, 2013. — 368 с. — ISBN 978-617-10-0007-0.
- Юрківський В. М. Регіональна економічна і соціальна географія. Зарубіжні країни : Підручник. — К. : Либідь, 2001. — 416 с. — ISBN 966-06-0092-5.

### Англійською
- (англ.) Modern Transport Geography / Hoyle, B. and R. Knowles (eds). — Second Edition,. — London : Wiley, 1998.
- (англ.) Rodrigue, J-P. The Geography of Transport Systems. — Fourth Edition. — N. Y. : Routledge, 2017. — 440 с. — ISBN 978-1138669574.
- (англ.) Taaffe E. J., Gauthier H. L. and O'Kelly M. E. Geography of transportation. — Second Edition. — N. Y. : Prentice Hall, 1996. — ISBN 0-13-368572-1.
- (англ.) Black, W. Transportation: A Geographical Analysis. — N. Y. : Guilford, 2003.

### Російською
- (рос.) Максаковский В. П. Географическая картина мира. Книга I: Общая характеристика мира. — М. : Дрофа, 2008. — 495 с. — ISBN 978-5-358-05275-8.
- (рос.) Максаковский В. П. Географическая картина мира. Книга II: Региональная характеристика мира. — М. : Дрофа, 2009. — 480 с. — ISBN 978-5-358-06280-1.
- (рос.) Физико-географический атлас мира. — М. : Академия наук СССР и главное управление геодезии и картографии ГГК СССР, 1964. — 298 с.
- (рос.) Шаповал Н. С. Транспортная география и транспортные системы мира : учебное пособие. — К. : Центр учбової літератури, 2006. — 188 с. — ISBN 000-0000-00-4.
- (рос.) Экономическая, социальная и политическая география мира. Регионы и страны / под ред. С. Б. Лаврова, Н. В. Каледина. — М. : Гардарики, 2002. — 928 с. — ISBN 5-8297-0039-5.
- (рос.) Энциклопедия стран мира / глав. ред. Н. А. Симония. — М. : НПО «Экономика» РАН, отделение общественных наук, 2004. — 1319 с. — ISBN 5-282-02318-0.